# Puchar Pięciu Narodów 1923
Puchar Pięciu Narodów 1923 – dziewiąta edycja Pucharu Pięciu Narodów, corocznego turnieju w rugby union rozgrywanego pomiędzy pięcioma najlepszymi zespołami narodowymi półkuli północnej, która odbyła się pomiędzy 20 stycznia a 14 kwietnia 1923 roku. Wliczając turnieje w poprzedniej formie, od czasów Home Nations Championship, była to trzydziesta szósta edycja tych zawodów. W turnieju zwyciężyła Anglia, która pokonała wszystkich rywali i tym samym zdobyła Triple Crown oraz Wielkiego Szlema.
Zgodnie z ówczesnymi zasadami punktowania dropgol był warty cztery punkty, podwyższenie dwa, natomiast przyłożenie i pozostałe kopy trzy punkty.
Dwudziestotysięczna widownia zebrana w Leicesterze została uznana przez Rugby Football Union za zbyt skromną, toteż mecz ten był ostatnim domowym spotkaniem Anglików rozegranym w tych rozgrywkach poza Twickenham.

## Mecze
| 20 stycznia 1923 | Anglia                       | 7:3(3:0) | Walia         | Twickenham Stadium, Londyn Sędzia: John Scott |
| 20 stycznia 1923 | Price 3 (P) Smallwood 4 (dg) | 7:3(3:0) | Michael 3 (P) | Twickenham Stadium, Londyn Sędzia: John Scott |

| 20 stycznia 1923 | Szkocja                                                   | 16:3(5:0) | Francja      | Inverleith, Edynburg Widzów: 45 000 Sędzia: Thomas Vile |
| 20 stycznia 1923 | Bryce 3 (P) Liddell 3 (P) McLaren 6 (2P) Drysdale 4 (2pd) | 16:3(5:0) | Béguet 3 (G) | Inverleith, Edynburg Widzów: 45 000 Sędzia: Thomas Vile |

| 3 lutego 1923 | Walia                         | 8:11(3:0) | Szkocja                                                 | Cardiff Arms Park, Cardiff Widzów: 40 000 Sędzia: James Baxter |
| 3 lutego 1923 | Lewis 3 (P) Jenkins 5 (K, pd) | 8:11(3:0) | Gracie 3 (P) Liddell 3 (P) Stuart 3 (P) Drysdale 2 (pd) | Cardiff Arms Park, Cardiff Widzów: 40 000 Sędzia: James Baxter |

| 10 lutego 1923 | Anglia                                                                                        | 23:5(15:0) | Irlandia                         | Welford Road, Leicester Widzów: 20 000 Sędzia: Thomas Vile |
| 10 lutego 1923 | Corbett 3 (P) Lowe 3 (P) Price 3 (P) Smallwood 3 (P) Voyce 3 (P) Conway 4 (2pd) Davies 4 (dg) | 23:5(15:0) | McClelland 3 (P) Crawford 2 (pd) | Welford Road, Leicester Widzów: 20 000 Sędzia: Thomas Vile |

| 24 lutego 1923 | Irlandia     | 3:13(3:8) | Szkocja                                         | Lansdowne Road, Dublin Sędzia: Thomas Vile |
| 24 lutego 1923 | Cussen 3 (P) | 3:13(3:8) | Browning 7 (P, 2pd) Liddell 3 (P) McQueen 3 (P) | Lansdowne Road, Dublin Sędzia: Thomas Vile |

| 24 lutego 1923 | Walia                                                             | 16:8(5:3) | Francja                                    | St. Helens Ground, Swansea Widzów: 40 000 Sędzia: J. McGowan |
| 24 lutego 1923 | Baker 3 (P) Harding 3 (P) Thomas 3 (P) Jenkins 4 (2pd) Rees 3 (K) | 16:8(5:3) | Lalande 3 (P) Lasserre 3 (P) Béguet 2 (pd) | St. Helens Ground, Swansea Widzów: 40 000 Sędzia: J. McGowan |

| 10 marca 1923 | Irlandia                     | 5:4(5:4) | Walia         | Lansdowne Road, Dublin Sędzia: James Tennent |
| 10 marca 1923 | Cussen 3 (P) Crawford 2 (pd) | 5:4(5:4) | Powell 4 (dg) | Lansdowne Road, Dublin Sędzia: James Tennent |

| 17 marca 1923 | Szkocja                    | 6:8(3:3) | Anglia                                        | Inverleith, Edynburg Widzów: 30 000 Sędzia: Thomas Vile |
| 17 marca 1923 | Gracie 3 (P) McLaren 3 (P) | 6:8(3:3) | Smallwood 3 (P) Voyce 3 (P) Luddington 2 (pd) | Inverleith, Edynburg Widzów: 30 000 Sędzia: Thomas Vile |

| 2 kwietnia 1923 | Francja      | 3:12(3:3) | Anglia                                                       | Stade Olympique Yves-du-Manoir, Colombes Widzów: 35 000 Sędzia: Albert Freethy |
| 2 kwietnia 1923 | Béguet 3 (K) | 3:12(3:3) | Conway 3 (P) Wakefield 3 (P) Luddington 2 (pd) Davies 4 (dg) | Stade Olympique Yves-du-Manoir, Colombes Widzów: 35 000 Sędzia: Albert Freethy |

| 14 kwietnia 1923 | Francja                                       | 14:8(6:5) | Irlandia                                       | Stade Olympique Yves-du-Manoir, Colombes Widzów: 20 000 Sędzia: Percy Royds |
| 14 kwietnia 1923 | Béguet 5 (P, pd) Jauréguy 6 (2P) Moureu 3 (P) | 14:8(6:5) | Douglas 3 (P) McClelland 3 (P) Crawford 2 (pd) | Stade Olympique Yves-du-Manoir, Colombes Widzów: 20 000 Sędzia: Percy Royds |

## Inne nagrody
- Wielki Szlem –  Anglia (po pokonaniu wszystkich rywali)
- Triple Crown –  Anglia (po pokonaniu wszystkich rywali z Wysp Brytyjskich)
- Calcutta Cup –  Anglia (po zwycięstwie nad Szkocją)